# C-terminal

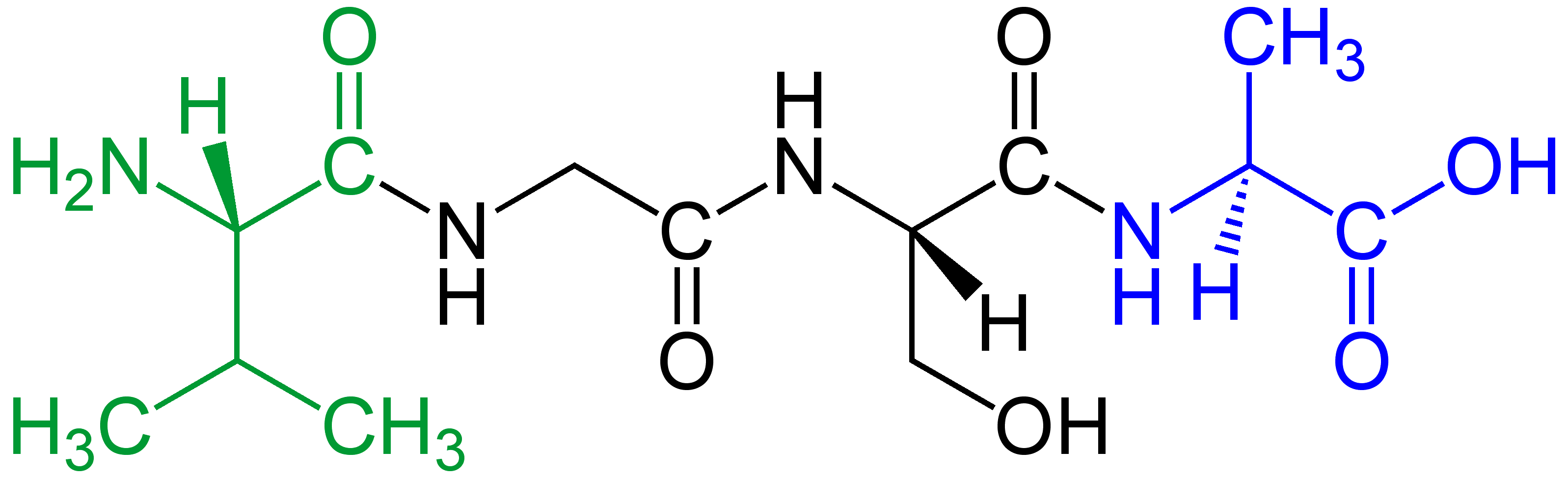
Un tetrapèptid (exemple: Val-Gly-Ser-Ala) amb verd ressaltat α-aminoàcid N-terminal(exemple: L-valina) i blau marat α-aminoàcid C-terminal (exemple: L-alanina).

L'extrem C-terminal o carboxil terminal es refereix a l'extrem d'una proteïna o un pèptid que té un grup carboxil lliure. Per convenció, s'associa aquest extrem al final de la seqüència de la proteïna.
Quan la proteïna es tradueix per l'ARN missatger, és creada del N-terminal al C-terminal. La convenció per escriure seqüències de pèptids és posar el C-terminal ea la dreta i escriure la seqüència des del N- al C-terminal.

## Química
Cada aminoàcid té un grup carboxil un grup amino, i aminoàcids units uns amb els altres per formar unca cadena per una reacció de deshidratació unint el grup amino d'un aminoàcid al grup carboxil del següent. Per tant, les cadenes de polipèptids tenen un final amb un grup carboxil sense enllaçar, el C-terminal, i un final amb un grup amino, el N-terminal. Les proteïnes se sintetitzen naturalment començant pel N-terminal i acabant al C-terminal.